# Benkanhal, Lingsugur
Benkanhal là một làng thuộc tehsil Lingsugur, huyện Raichur, bang Karnataka, Ấn Độ.